# Marina Veruda
Marina Veruda je gradski turistički predio u Puli koji administrativno pripada mjesnom odboru Nova Veruda.
Nalazi se u Verudskom kanalu smještenom na jugu Pule između poluotoka Verudele na zapadu i Rudjana, odnosno Pješčane uvale na istoku. Marinu Veruda sa sjevera ograničuje Nova Veruda, s istoka Dolinka i Vintijan, s jugoistoka Soline i Vinkuran (općina Medulin), a sa zapada Verudski kanal.
Marina je smještena u pitomoj lučici, okružena mediteranskim raslinjem, gdje se i danas susreću zaveslaji ribarske svakodnevice, kompletne nautičke usluge moderne turističke navigacije i žarišna mjesta turističke ponude grada Pule.
Izvan užurbanijih gradskih prostora, a opet tako blizu, Marina Veruda - uz naselje Pješčana uvala - raspolaže sa 630 vezova u moru, nudeći privez i za 180 plovila na kopnu. Niz od 17 molova opremljen je priključcima za struju (220 i 380 V) i vodu. Marina rastvara lepezu cjelovitosti usluga namijenjenih nautičarima, od opskrbe i gastronomske ponude do raznovrsnih servisa, stalno pospješujući svoj lučki asortiman, u dosluhu sa željama suvremenih moreplovaca. Tehnomont Marina Veruda dobitnica je "Plave zastava", međunarodnog priznanja u zaštiti okoliša.
Marina Veruda savršeno odgovara nautičkom turizmu zbog svoje atraktivne pozicije na istarskom poluotoku. To je točka s koje možete vrlo brzo doći do kvarnerskih otoka kao što Rab, Cres, Mali Lošinj, Krk, Susak, Silba i Unije.